# Teresa Inês Marcelina Vitória da Silveira
Dona Teresa Inês Marcelina Vitória da Silveira, 4ª condessa de Sarzedas, casou com seu tio, conde de Sarzedas por casamento, António Luís de Távora, morto nas Minas Novas de Tocantins em 1737, filho 2º do 1º conde de Alvor.
Quando morreu, sem descendentes, os vínculos da Casa de Sarzedas passaram para o 2º marquês de Louriçal, conde da Ericeira, cuja avó paterna, D. Joana Madalena de Noronha, era filha do 2º conde de Sarzedas.  Tudo isso se informa à página 363 do Tomo III de «Nobreza de Portugal».
Filhos:
- A - Mariana Joaquina do Pilar da Silveira (nascida em 1722 e cedo morta).
- B - Rodrigo da Silveira (1723-cedo morto)
- C - Luís Bernardo da Silveira da Silva Teles (1728-1745) morto solteiro antes da mãe.